# Filolaos z Tarentu
Filolaos z Krotony albo z Tarentu, gr. Φιλόλαος ο Κροτωνιάτης (ur. ok. 470 p.n.e., zm. ok. 399 p.n.e.) – jeden z pitagorejczyków, jako pierwszy udostępnił w księgach publicznie nauki szkoły (jednym z nabywców trzech ksiąg Filolaosa był Platon). Miejsce urodzenia nie jest znane, Diogenes Laertios podaje, że była to Krotona, inne źródła wskazują, że mógł pochodzić z Tarentu.
Filolaos był twórcą nowej koncepcji Wszechświata. W jego centrum umieścił ogień, najczystszą substancję (układ pirocentryczny). Dokoła niego najbliżej krążyła Ziemia z hipotetyczną Przeciwziemią, dalej zaś rozmieszczone w harmonicznych odległościach sfery Księżyca, Słońca, planet i gwiazd stałych. Ognia centralnego i Przeciwziemi nie widać, bo zamieszkana część Ziemi, będącej kulą, jest stale od nich odwrócona. Słońce i Księżyc zaś odbijają na Ziemię życiodajne światło znajdujące się w środku Wszechświata.
Filolaos i Heraklides z Pontu zostali wymienieni w przedmowie do księgi O obrotach ciał niebieskich:

Lubo powszechnie uczeni (filozofowie) utrzymują że ziemia stoi i nie rusza się, Filolaus jednak Pitagorejczyk przeciwnie twierdził, że ziemia bieg odbywa około ognia środkowego (t. j. słońca jako ogniska świata) po kole pochyłém jakie w biegu rocznym słońce, a miesięcznym księżyc opisują. Heraklides zaś pontycki i Ekfantus Pitagorejczyk wprawdzie pewny ruch ziemi przyznawali, lecz tylko taki, że się ona w przestrzeni przenosić i miejsca swego odmieniać nie może, ale że obwiedziona pasem nakształt koła obraca się od zachodu na wschód około własnego środka.